# Bryobium
Bryobium Lindl.  è un genere di piante appartenente alla famiglia delle Orchidacee (sottofamiglia Epidendroideae, tribù Podochileae).

## Distribuzione e habitat
Il genere è presente dall'Asia tropicale all'Australia settentrionale (Queensland).

## Tassonomia
Comprende le seguenti specie:
- Bryobium atrorubens (Schltr.) Schuit., Y.P.Ng & H.A.Pedersen
- Bryobium bicristatum (Blume) Schuit., Y.P.Ng & H.A.Pedersen
- Bryobium cordiferum (Schltr.) Schuit., Y.P.Ng & H.A.Pedersen
- Bryobium diaphanum (P.O'Byrne & J.J.Verm.) Schuit., Y.P.Ng & H.A.Pedersen
- Bryobium dischorense (Schltr.) M.A.Clem. & D.L.Jones
- Bryobium eriaeoides (F.M.Bailey) M.A.Clem. & D.L.Jones
- Bryobium hyacinthoides (Blume) Y.P.Ng & P.J.Cribb
- Bryobium irukandjianum (St.Cloud) M.A.Clem. & D.L.Jones
- Bryobium kawengicum (Schltr.) Schuit., Y.P.Ng & H.A.Pedersen
- Bryobium lancifolium (Hook.f.) Schuit., Y.P.Ng & H.A.Pedersen
- Bryobium lanuginosum (J.J.Wood) Schuit., Y.P.Ng & H.A.Pedersen
- Bryobium leavittii (Kraenzl.) Schuit., Y.P.Ng & H.A.Pedersen
- Bryobium montanum (Schltr.) Schuit., Y.P.Ng & H.A.Pedersen
- Bryobium moultonii (Ridl.) Schuit., Y.P.Ng & H.A.Pedersen
- Bryobium pudicum (Ridl.) Y.P.Ng & P.J.Cribb
- Bryobium puguahaanense (Ames) Schuit., Y.P.Ng & H.A.Pedersen
- Bryobium pullum (Schltr.) Schuit., Y.P.Ng & H.A.Pedersen
- Bryobium punctatum (J.J.Sm.) Schuit., Y.P.Ng & H.A.Pedersen
- Bryobium queenslandicum (T.E.Hunt) M.A.Clem. & D.L.Jones
- Bryobium rendovaense J.J.Wood
- Bryobium retusum (Blume) Y.P.Ng & P.J.Cribb
- Bryobium rhizophoreti (Schltr.) Schuit., Y.P.Ng & H.A.Pedersen
- Bryobium rubiferum (J.J.Sm.) Schuit., Y.P.Ng & H.A.Pedersen
- Bryobium senile (Ames) Schuit., Y.P.Ng & H.A.Pedersen
- Bryobium subclausum (Schltr.) Schuit., Y.P.Ng & H.A.Pedersen
- Bryobium tridens (Ames) Schuit., Y.P.Ng & H.A.Pedersen
- Bryobium ventricosum (Leav.) Schuit., Y.P.Ng & H.A.Pedersen